# Hrobice (okres Zlín)
Obec Hrobice se nachází v okrese Zlín ve Zlínském kraji. Žije zde 464 obyvatel. Tato samostatná obec leží na kopci mezi Slušovicemi a Lukovem, v podhůří Hostýnských hor ve vzdálenosti 8 km od Vizovic a 10 km od Zlína. Nadmořská výška Hrobic se pohybuje v rozmezí mezi 350 a 441 m n. m. Součástí katastru obce je také osada Nové Dvory, na kterou plynule navazuje zástavba obce Březová.

## Název
Na vesnici bylo přeneseno původní pojmenování jejích obyvatel Hrobici odvozené od osobního jména Hrob. Jeho význam byl "Hrobovi lidé".

## Historie

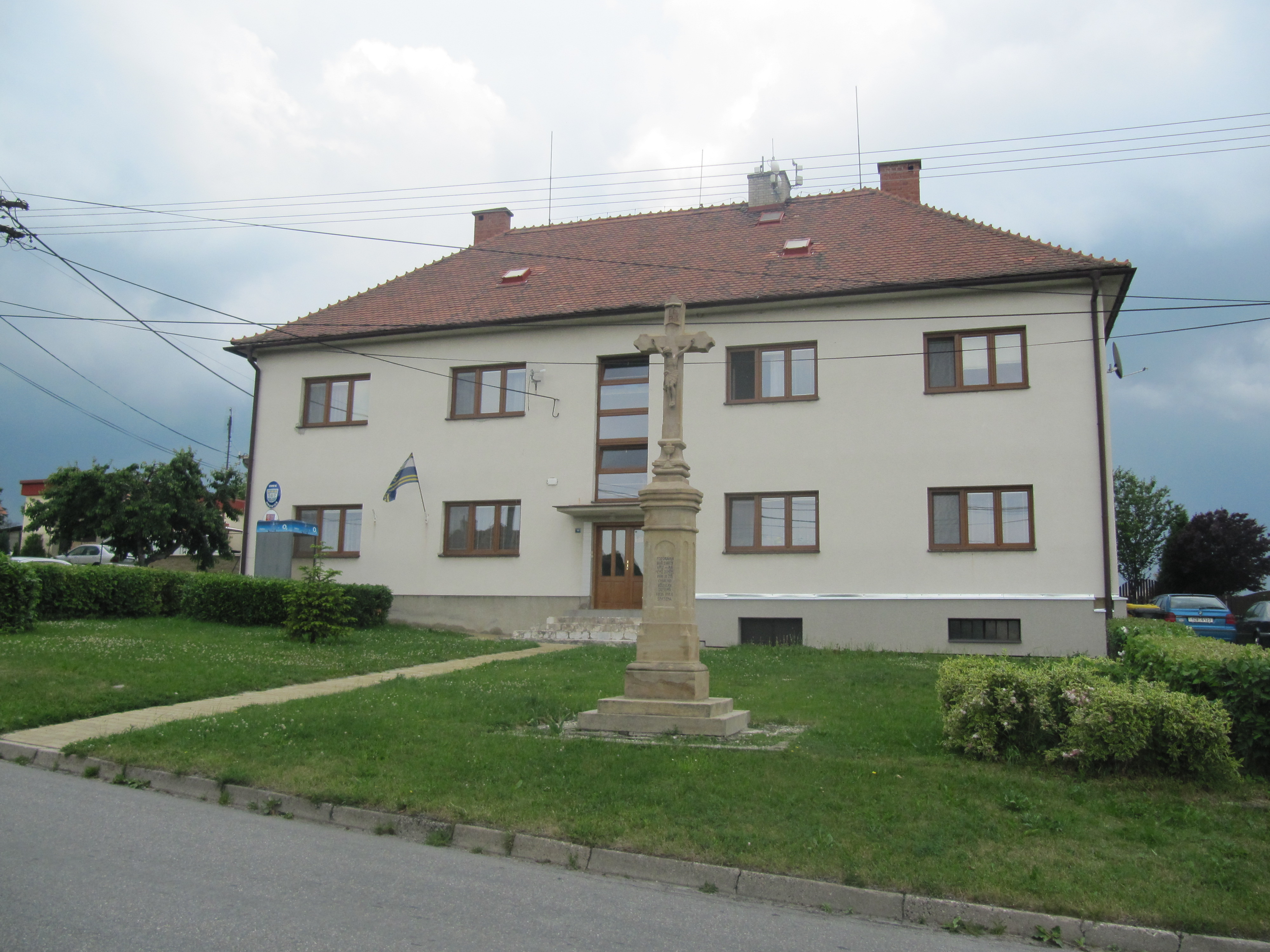
Obecní úřad s pískovcovým křížem

První zmínka o obci Hrobice z roku 1446 se dochovala v zemských deskách olomouckého kraje. V 16. století začali do okolí pronikat kolonisté z rumunského Sedmihradska a do Hrobic přinesli českobratrskou církev ke které se připojili téměř všichni její obyvatelé. V obci byl postaven českobratrský kostel, který však zanikl při pozdějším osídlení katolickým obyvatelstvem. Roku 1890 byla v obci postavena jednotřídní škola.
Moravská vlastivěda z roku 1907 uvádí, že se zdejší obyvatelé živí převážně nákupem a prodejem nožů, křiváků a jalovcových dýmek. Přesto se tehdy většina obyvatel živila zemědělstvím. Roku 1912 byla v blízkosti obce započata stavba zkušební přehrady, která byla předzvěstí vodní nádrže Slušovice. Následujícího roku byla v Hrobicích postavena zděná zvonice.
V roce 1959 byli zdejší sedláci nedobrovolně kolektivizováni a později připojeni ke slušovickému družstvu. V 70. letech došlo k integraci Hrobic pod Slušovice a tak zde byla zrušena škola. Přestože tomu název nenapovídá, vznikla roku 1975 na katastrálním území Hrobic vodní nádrž Slušovice. Samospráva byla obnovena v roce 1990 po komunálních volbách. Po osamostatnění byly postupně opravena budova obecního úřadu, zvonice, kaple Panny Marie Sedmibolestné a budova bývalé školy, která byla předělána na školu mateřskou.

## Současnost

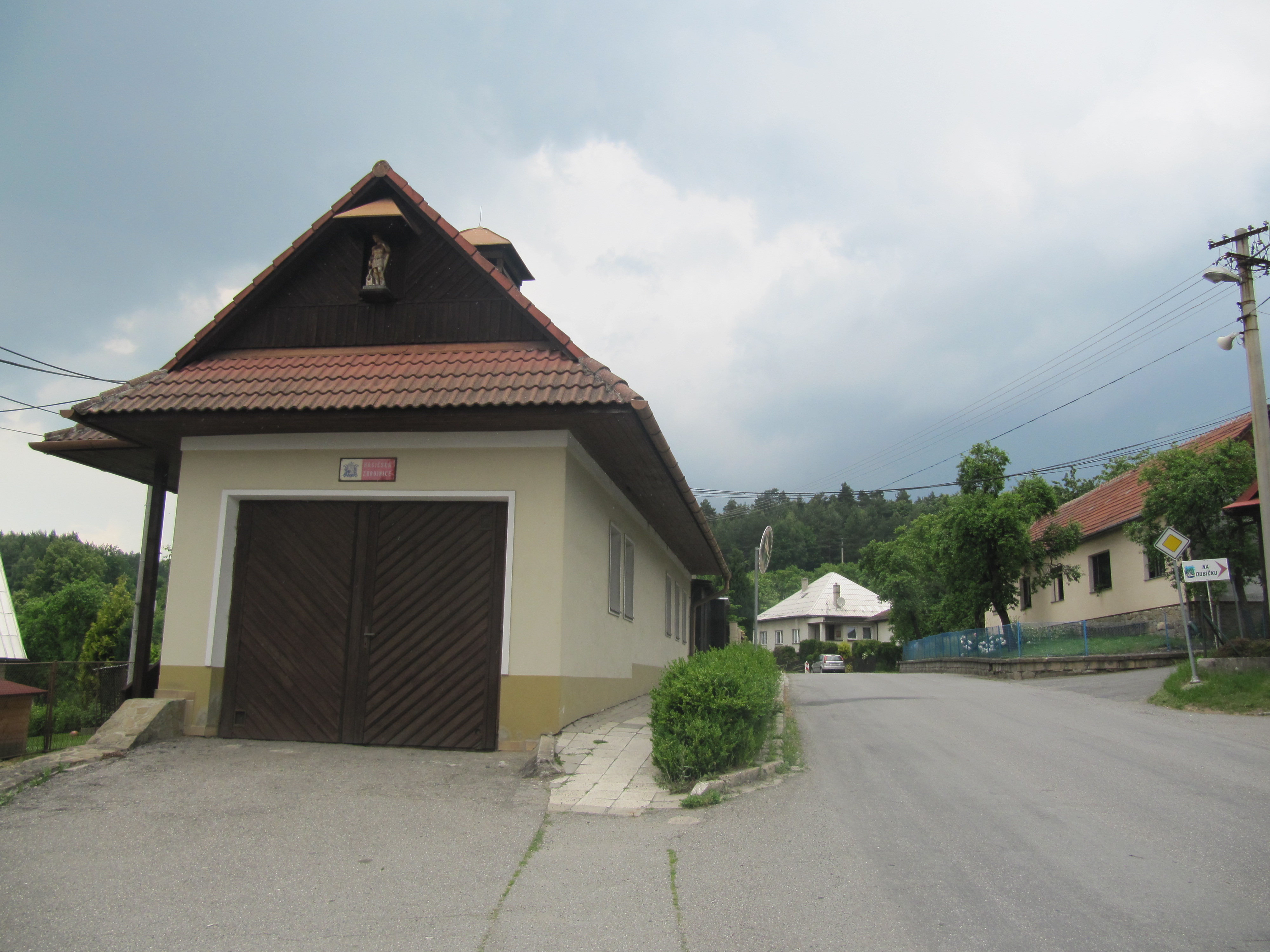
Hasičská zbrojnice s dřevěnou sochou svatého Floriána

V obci působí několik spolků a sdružení. Mezi ně patří zejména sbor dobrovolných hasičů, zahrádkářský svaz, včelařský svaz a myslivecké sdružení. I díky těmto spolkům se v Hrobicích konají každoroční akce mezi nimiž jsou i každoroční degustace hrobické slivovice, dětský maškarní bál, mikulášská diskotéka či setkání starších spoluobčanů. V obci se stále udržují některé lidové tradice. K těm nejvýznamnějším patří tříkrálová sbírka, slavení masopustu, „klabání“ a velikonoční „šlahačka“. Obec vydává i vlastní zpravodaj, který je dostupný také na stránkách obce.

## Významná místa
- Zvonice z roku 1913 zapsaná na seznamu kulturních památek
- Kaple Panny Marie Sedmibolestné z roku 1993
- Dětské hřiště postavené v roce 2003
- Pískovcový kříž
- Hasičská zbrojnice s dřevěnou sochou svatého Floriána
- Boží muka v osadě Nové Dvory postavená roku 1993